# Frisia (schaatsfabriek)
Frisia was een door Klaas Eeltje de Vries opgerichte schaatsfabriek in IJlst in de Nederlandse provincie Friesland.

## Geschiedenis
De in IJlst woonachtige timmerman De Vries maakte schaatsen voor diverse bedrijven in Friesland. Zijn bedrijfsgebouw aan de Uilenburg in IJlst dateert van 1880. In 1922 richtte hij met zijn zoon Willem de Vries de schaatsenfabriek Frisia op. Het bedrijf produceerde zo'n 10.000 schaatsen per jaar. De productie van schaatsen werd tot ver na de Tweede Wereldoorlog voortgezet. Vanaf 1960 was de leiding van het bedrijf in handen van kleinzoon Eeltje de Vries. In 1991 werd de gehele productie overgenomen door Finkenburgh in Koudum, die bij de overname aangaf 40.000 kinderschaatsen per jaar te gaan produceren.

### Monumentaal pand
Het bedrijfsgebouw aan de Uilenburg 1 werd in 2000 ingeschreven in het rijksmonumentenregister. Het gebouw werd erkend als rijksmonument onder andere vanwege de bijzonder cultuurhistorische betekenis, vanwege de betekenis voor de ontwikkeling van deze specifieke bedrijvigheid en vanwege de zeldzaamheid. Ook de ligging aan het water, de relatie met de omgeving en de gaafheid van het pand speelden bij de erkenning als rijksmonument een rol.
Op de gevel van het pand staan de woorden "Frisa" en "Schaatsenfabriek". In het interieur zijn nog veel van de oorspronkelijke onderdelen bewaard gebleven.